# الودود (أسماء الله الحسنى)
الودود هو من أسماء الله الحسنى، على وزن فعول بصيغة المبالغة، ومعناه: الذي يودُّ عباده الصالحين ويحبهم.

## في القرآن الكريم
قد ورد في القرآن مرتين:
- ﴿وَاسْتَغْفِرُوا رَبَّكُمْ ثُمَّ تُوبُوا إِلَيْهِ إِنَّ رَبِّي رَحِيمٌ وَدُودٌ ۝٩٠﴾ سورة هود:90
- ﴿وَهُوَ الْغَفُورُ الْوَدُودُ ۝١٤﴾ سورة البروج:14

## الأقوال في معناه
- قال السعدي:[2]«الودود الذي يحب أنبياءه ورسله وأتباعهم، ويحبونه، فهو أحب إليهم من كل شيء، قد امتلأت قلوبهم من محبته، ولهجت ألسنتهم بالثناء عليه، وانجذبت أفئدتهم إليه ودًا وإخلاصًا وإنابةً من جميع الوجوه»
- وقال الخطابي:[1]«وقد يكون معناه أن يُوَدِّدَهم إلى خلقه، كقوله: ﴿إِنَّ الَّذِينَ آَمَنُوا وَعَمِلُوا الصَّالِحَاتِ سَيَجْعَلُ لَهُمُ الرَّحْمَنُ وُدًّا﴾ سورة مريم:96»
- وقال أبو إسحاق الزجاج:[1]«الودود فعول بمعنى فاعل، كقولك:غفورٌ بمعنى غافر، وشكور بمعنى شاكر. فيكون الودود في صفات الله بمعنى: الذي يودُّ عباده الصالحين ويحبهم»
- قال القرطبي:[3]«الْوَدُودُ: أي المحب لأوليائه، وروى الضحاك عن ابن عباس قال: كما يود أحدكم أخاه بالبشرى والمحبة، وعنه أيضا: الودود: أي المتودد إلى أوليائه بالمغفرة.»
- جاء في لسان العرب:[3]«الوَدُودُ في أَسماءِ الله عز وجل المحبُّ لعباده من قولك وَدِدْتُ الرجل أَوَدّه ودّاً ووِداداً وَوَداداً، قال ابن الأثير: الودود في أَسماءِ الله تعالى فَعُولٌ بمعنى مَفْعُول من الودّ: المحبة، يقال وددت الرجل إِذا أَحببته، فالله تعالى مَوْدُود أَي مَحْبوب في قلوب أَوليائه، قال: أَو هو فَعُول بمعنى فاعل أَي يُحبّ عباده الصالحين.»
- قال ابن عاشور:[3]«والودود: فَعول بمعنى فاعل مشتق من الودّ وهو المحبة فمعنى الودود: المحبّ وهو من أسمائه تعالى، أي إنه يحب مخلوقاته ما لم يحيدوا عن وصايته.»
- قال ابن القيم:[4]

## لغويًا
الوُدُّ مصدر المودَّة، والودُّ هو الحبُّ، فقال ابن العربي: «اتفق أهل اللغة على أن المودَّة هي المحبة»، والفرق بين الحُبُّ والودُّ: أن الحب ما استقر في القلب، والودُّ ما ظهر على السلوك.